# Antonio Rodríguez Lesende
Antonio Rodríguez Lesende (* 1905 in Vigo, Provinz Pontevedra, Galicien, Spanien; † 2. Oktober 1979 in Buenos Aires) war ein argentinischer Tangosänger spanischer Herkunft.

## Leben
Rodríguez Lesende kam als Kind mit seinen Eltern nach Argentinien. Schon ab 1923 trat er als Tangosänger im Rundfunk, in Kinos, auf Kreuzfahrtschiffen und bei Bällen mit den Orchestern von Osvaldo Fresedo, Juan Carlos Cobián, Julio De Caro, Francisco Lomuto und anderen auf. Mit einigen von ihnen nahm er auch Tangos als Refrainsänger (estribillista) auf. Später schloss er sich den Orchestern Carlos Di Sarlis, Ciriaco Ortiz’ und José María Rizzutis an. Mit Joaquín Mauricio Mora und Héctor Morel gründete er 1935 das Trio Morel-Lesende-Mora, zugleich war er Sänger des Trio Nº 1 (mit Juan Carlos Cobián, Ciriaco Ortiz und Cayetano Puglisi).
Ebenfalls 1935 engagierte ihn der neu gegründete Sender Radio Belgrano als Sänger der Orchester des Hauses. Ende der 1930er Jahre war er Sänger im Orchester Miguel Nijensohns, mit dem er von 1937 bis 1947 in José Niessos Lokal Dancing Lucerna auftrat. Ein Angebot Aníbal Troilos, seinem Orchester beizutreten hingegen lehnte er ab.